# Franco Silvestri
Franco Silvestri (San Mauro Castelverde, 26 ottobre 1893 – Roma, 2 aprile 1959) è stato un musicista italiano.

## Biografia
Le tradizioni famigliari e atmosfere respirate fin dalla tenera infanzia sono i primi, temporalmente parlando, presupposti artistici di Francesco (detto Franco) Silvestri. Il bisnonno è Achille Majeroni, uno dei più grandi attori italiani dell'Ottocento, la nonna Antonietta Majeroni (1844-1921), figlia di Achille e della sua prima moglie l'attrice Rosina Morelli, sposa l'attore Giuseppe Raneli (1837-1888). Da questo matrimonio nascono sei figli e la terzogenita Domenica (Mimita) Raneli (1878-1962) sposa Giuseppe Silvestri (1866-1940). I due, entrambi attori, hanno otto figli il primo dei quali è appunto Franco Silvestri. Franco nasce il 26 ottobre 1893 a San Mauro Castelverde (Palermo). Dopo varie peregrinazioni lungo la penisola legate alle rappresentazioni teatrali in varie città e cittadine, la famiglia Silvestri mette radici a Genova verso il 1910-11. 
Il giovane Franco, conclusi gli studi al liceo musicale Brera di Novara, elegge infatti il suo domicilio sotto la Lanterna. Partecipa alla prima guerra mondiale e soffre una lunga prigionia nei Carpazi. Ritornato alla vita civile, inizia nel 1920 la sua carriera di direttore d'orchestra (in questi anni le orchestre, per questo tipo di spettacolo, contano almeno 32 elementi) esordendo con il celebre Leopoldo Fregoli che segue nelle fortunate tournée nell'America latina e in Spagna. A fianco di Fregoli, il maestro Silvestri rivela anche le sue doti di facile compositore di musica leggera e di paroliere. Nei primi anni venti si sposa con Cloe Arcari allora ventenne (galeotte sono le lezioni di canto che Franco, allora quasi trentenne, impartisce, accompagnandola al pianoforte, alla giovane Cloe. Cloe più tardi diventerà attrice con il nome d'arte di Lia Reiner) e nel 1924 hanno un figlio, Stelio Silvestri. 
A Genova negli anni 1925-26 collabora parecchio con i parolieri Fiorita e Carbone, musicando testi di canzoni interpretate da cantanti come Cappello, Gino Franzi, Helène Zamora e di riviste, come quelle di Guido Riccioli e di Nanda Primavera Dopo il ritiro dalla scena dell'insuperato trasformista è direttore d'orchestra con le compagnie Riccioli-Primavera e Nella Regini. Sui palcoscenici sta sorgendo un nuovo astro, è Ettore Petrolini e il maestro Silvestri gli è a fianco già nel 1927 e conosce il suo più clamoroso successo con "Nanni'. Una gita a li castelli". "Nanni'" è una delle canzoni romanesche più famose, un vero e proprio inno per i paesi di quella zona a sud della capitale conosciuta come "i castelli romani". Dopo un'eclissi durata quattro anni quale apprezzato direttore artistico di una nota casa musicale milanese (siamo negli anni in cui i gusti del pubblico gradualmente si spostano appunto dall'operetta alla rivista) nel 1932 riprende l'attività di direttore d'orchestra con i grandi nomi della rivista di allora da Macario a Isa Bluette. 
Sue sono le musiche e le orchestrazioni di una delle prime maggiori riviste musicali italiane "Piroscafo giallo" rappresentata da Macario, con Wanda Osiris, al Lirico di Milano nel 1938. Dopo una sosta di due anni al teatro stabile della Rivista Piemontese di Torino e la parentesi della seconda guerra mondiale, lo ritroviamo nel 1947 con Ugo Tognazzi, nel 1948 con Carlo Dapporto e infine nel 1949-50 di nuovo con Macario. Autore di centinaia di pezzi e di vari successi fra cui "La leggenda del Volga","Tigrana", "Bimba", "Invocazione", anche se la sua notorietà rimane legata, come già detto, a "Nanni", nel suo repertorio non mancano alcune canzoni in dialetto genovese come "Scheuggio campann-a", in collaborazione con Cappello e parole di Gandolfo e Raneli e "Zena no cianze!" composta nel 1944 e ispirata dalla visione di Genova bombardata, anche qui le parole sono di Gandolfo e Raneli. 
Negli anni cinquanta Silvestri lavora per la radio e per la televisione, prima a Milano e poi a Roma (anche se la sua città d'elezione è e rimane Genova), ricercato e stimato da tutti per la sua rara competenza. Nel 1956 partecipa con la canzone "Parole e musica" (il testo è di Rastelli) alla sesta edizione del Festival di Sanremo. Muore nell'ospedale San Camillo di Roma il 2 aprile 1959, proprio nel giorno del suo onomastico ed è seppellito nella tomba di famiglia nel cimitero di Staglieno a Genova.